# Чотирибічний трикутник
Чотирибічний трикутник (англ. Four Sided Triangle) — британський науково-фантастичний фільм режисера Теренса Фішера, за мотивами роману Вільяма Ф. Темпла. У головних ролях — Стівен Мюррей, Барбара Пейтон та Джеймс Гайтер. Фільм був розроблений кінокомпанією Hammer Film Productions у студії Брей. Фільм присвячений моральним та науковим темам (не кажучи вже про «божевільних сцен в лабораторії»), які незабаром поставили на карту фільми «Гаммер» з тим же режисером фільму Прокляття Франкенштейна.

## Сюжет
Доктор Гарві, сільський лікар, розбиває четверту стіну, щоб розповісти незвичайне явище, що трапилося в його селі. Основна частина історії оповідається як флешбек.
Білл і Робін — це друзі хлопчика, які змагаються за пристрасті Олени. Сім'я Олени переїжджає, і в дорослому віці два чоловіки стають вченими. Вони співпрацюють у репродукторі, машині, яка може точно дублювати фізичні об'єкти.
Олена повертається до села, і повертаються забуті дитячі почуття Білла і Робіна. З часом вони відмовляються від роботи над репродукціонером, і Робін покидає село, щоб дізнатися про справи своєї сім'ї. Білл розчарований, виявивши, що Олена любить Робіна і має намір вийти заміж за нього.
Переконавшись, що він не може звернути увагу Олени на себе, Білл переконує її дозволити йому використовувати репродуктор для створення її дубліката. Експеримент вдається, і Білл називає дублікат «Гелен». Оскільки Гелен є точною копією, коли вона влюбляється в Робіна, вона також закохана в нього. Білл вважає, що електрошок терапія може бути використана для знищення знань Гелен про Робіна. Не бажаючи конкурувати з Оленою за пристрасті Робіна, Гелен погоджується з терапією. Білл переконує Олену допомогти йому в процедурі. Процес продовжується, як планувалося, але апарат перегрівається, вибухає та викликає пожежу.
Робін і доктор Гарві прибувають вчасно, щоб врятувати жінку від вогню. Білл і інша жінка гинуть в полум'ї. Гарві, дізнається, що врятована жінка має амнезію. Двох чоловіків цікавить, кого вони врятували. Доктор Гарві нагадує, що Біллу довелося стимулювати серце Гелен за допомогою пристрою, який він прикріпив до спини шиї, залишивши два шрами. Робін з полегшенням дізнається, що на шиї жінки, яку вони врятували, немає ніяких знаків: це — Олена.

## Подробиці виробництва
Чотирибічний трикутник — це перші зусилля Hammer Studios. Лабораторний набір містив обмежений набір кінематографічних інструментів. Це хаотичне, імпровізоване лабораторне налаштування було контрастним з витонченими лабораторіями, Universal Horror 1930-х років. Зображення залежали від мініатюрної фотографії та спеціальних ефектів, які, можливо, були скомпрометовані обмеженим бюджетом.

## У ролях
- Барбара Пейтон[en] (Олена/Гелен)
- Джеймс Гайтер[en] (Dr. Harvey)
- Стівен Мюррей[en] (Білл Легет)
- Джон ван Ейссен[en] (Робін Ґрант)
- Персі Мармонт[en] (Сер Валтер)
- Глін Дірмен[en] (Білл в дитинстві)
- Шон Барретт[en] (Робін в дитинстві)
- Дженіфер Дірмен (Олена в дитинстві)
- Кінастон Рівз (Лорд Ґрант)
- Джон Стюарт[en](Solicitor)
- Едіт Савілл (Леді Ґрант)